# Cortachy Castle
Cortachy Castle ist ein zinnenbewehrtes Herrenhaus in Cortachy in der schottischen Council Area Angus, rund vier Meilen nördlich von Kirriemuir. Das heutige Gebäude aus dem 15. Jahrhundert ging aus einem früheren Bauwerk hervor, das sich im Besitz der Earls of Strathearn befand. 1473 erwarb es der Clan Ogilvy und gestaltete es im 17. und 19. Jahrhundert wesentlich um. 1883 wurde ein Teil des Gebäudes durch einen Brand zerstört, aber bereits in den folgenden zwei Jahren umfangreich wiederaufgebaut.
Cortachy Castle ist ein Kategorie-B-Bauwerk. Seit 1987 zählen die Außenanlagen zum Inventory of Gardens and Designed Landscapes in Scotland.
Es heißt, auf dem Schloss treibe der Geist eines Trommlers sein Unwesen.